# Poison
I Poison sono un gruppo musicale hair metal statunitense, formatosi a Mechanicsburg in Pennsylvania nel 1984.
La band riscosse successo tra la seconda metà degli anni ottanta e l'inizio dei novanta vendendo oltre 45 milioni di dischi nel mondo, di cui 15 milioni soltanto negli Stati Uniti. In totale hanno piazzato dieci singoli nella top 40 della Billboard Hot 100, di cui sei nella top 10 e uno al primo posto, "Every Rose Has Its Thorn". I loro primi tre album, Look What the Cat Dragged In, Open Up and Say...Ahh! e Flesh & Blood, furono tutti multi-platino. Dopo alcuni cambi di formazione, il gruppo subì un brusco calo di popolarità dovuto anche all'affermazione del grunge che mandò in declino il movimento hair metal.
Negli anni duemila si riunì la formazione originale per una serie di tour. Nel 2006, in occasione del 20º anniversario, il gruppo ha pubblicato la raccolta The Best of Poison: 20 Years of Rock, che li ha riportati nelle parti alte delle classifiche dopo più di dieci anni. La ritrovata fama è stata confermata anche dal successivo album, Poison'd!, che ha venduto oltre 20.000 copie durante la sua prima settimana nei negozi.
Nel 2012 i Poison sono stati nominati la più grande hair metal band degli anni ottanta da VH1.

## Storia del gruppo

### Gli esordi
I Poison si formano nel 1983 a Mechanicsburg, una cittadina vicino a Harrisburg, in Pennsylvania sotto il nome di Paris. La band era composta da Bret Michaels alla voce, Matt Smith alla chitarra, Bobby Dall al basso e Rikki Rockett alla batteria. La band era fortemente ispirata già agli esordi dal crescente movimento hair metal. Sono infatti presenti alcuni live bootleg dove il gruppo suonava cover di Mötley Crüe, Quiet Riot, Judas Priest, Kiss e Aerosmith. Nel 1985 migrarono a Los Angeles alla ricerca del successo. Cambiarono nome in Poison quando, guardando il film This Is Spinal Tap, un documentario/parodia sulla band Spinal Tap, videro il batterista del gruppo, indossare una maglietta con la scritta Poison. Il chitarrista Smith, che stava per avere un figlio, dovette presto ritirarsi e tornare in Pennsylvania. La band cominciò subito a cercare un chitarrista sostituto, ed a organizzare delle audizioni. Dopo diversi chitarristi, la cerchia si restrinse a tre candidati: il primo fu un certo Saul Hudson (che in seguito entrerà a far parte dei Guns N'Roses con lo pseudonimo Slash) Steve Silva dei The Joe Perry Project (un progetto di Joe Perry dopo l'abbandono degli Aerosmith) e C.C. DeVille, un chitarrista proveniente da New York, che già da qualche anno era migrato in L.A. e che aveva avuto una breve esperienza con i Roxx Regime, poi divenuti famosi come Stryper, e con gli Screamin' Mimis, una band dove militava anche Billy Dior, successivamente membro dei D'Molls. La scelta infine cadde su C.C. DeVille.
Cominciarono ad ottenere una certa notorietà sulla Sunset Strip, per le loro esibizioni scenografiche e l'immagine glam. Durante questo periodo, il loro manager gli procurò un accordo con un club di West Hollywood, il Troubadour, che gli avrebbe coperto le spese dell'affitto e dei pasti, in cambio di concerti live al locale. Infine, riuscirono ad ottenere successo e un profitto.

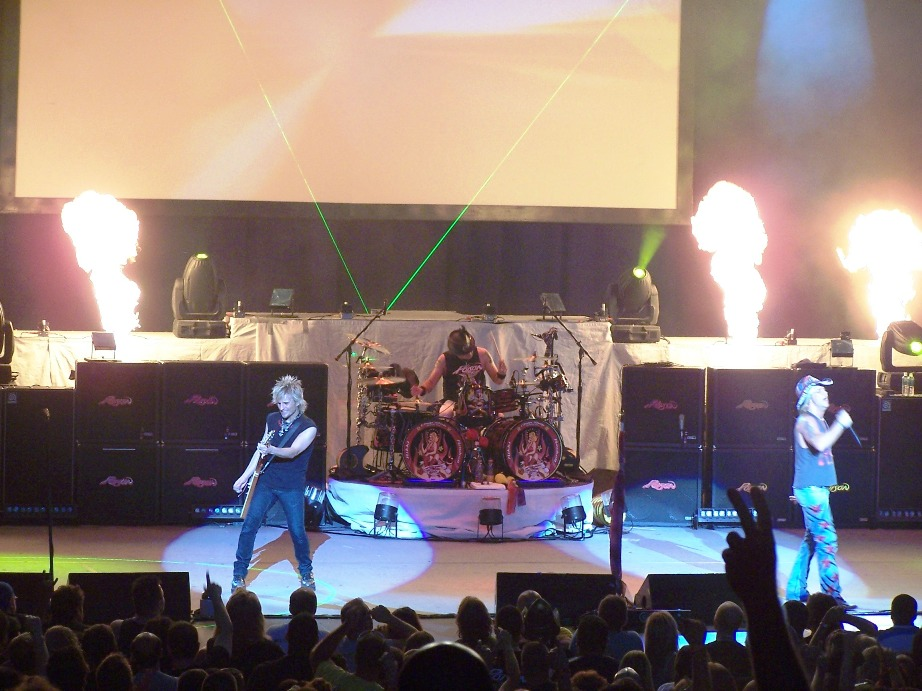
Poison in concerto al PNC Bank Arts Center di Holmdel, NJ il 6 agosto 2006

### La strada del successo
Michaels, Dall, Rockett e DeVille firmarono un contratto con l'etichetta indipendente Enigma Records, per 30.000 dollari. Il loro debut album Look What the Cat Dragged In, uscì il 2 agosto 1986, ed includeva famose hits come "Talk Dirty to Me", "I Want Action", e "I Won't Forget You". Grazie a una massiccia rotazione su MTV, le vendite dell'album raggiunsero i quattro milioni di copie. La band svedese Easy Action fece causa ai Poison, accusandoli di aver copiato "I Want Action" dal loro brano "We Go Rockin'". Infine gli Easy Action vinsero la causa venendo risarciti. Nel 1987, la band registrò anche una cover di "Rock and Roll All Nite" dei Kiss per la colonna sonora del film Al di là di tutti i limiti.
Il secondo disco Open Up and Say...Ahh!, uscito il 3 maggio 1988 ottenne un enorme successo vendendo oltre otto milioni di copie in tutto il mondo. Il disco include note tracce come "Every Rose Has Its Thorn", "Nothin' but a Good Time", "Fallen Angel" e la cover di Loggins and Messina "Your Mama Don't Dance". Era evidente il loro crescente successo. In quel periodo vennero inoltre intervistati ed apparvero sul documentario The Decline of Western Civilization Part II: The Metal Years del 1988 che descriveva la scena heavy metal della Los Angeles degli anni ottanta; al documentario parteciparono diversi gruppi e personaggi noti come Ozzy Osbourne, Alice Cooper, Aerosmith, Megadeth, Faster Pussycat, Lizzy Borden, Lemmy Kilmister, Kiss, Tuff e molti altri. Verso la fine del 1989, i Poison rientrarono nella classifica delle band che vendettero di più negli anni ottanta, arrivando al terzo posto, e preceduti solo dai Bon Jovi e Def Leppard.
Il terzo album Flesh & Blood, realizzato il 21 giugno 1990, riscosse anch'esso un ottimo successo, forte di una ottima qualità di registrazione e di un sensibile cambiamento di rotta. I brani qui proposti suonano maggiormente "maturi" rispetto agli esordi, viene ammorbidito l'uso del make up, il tutto per mantenere saldo l'interesse generale sulla band. Il disco includeva tracce come "Unskinny Bop", "Ride the Wind" e la ballad "Something to Believe In". L'album arrivò al secondo posto nelle classifiche americane, il tutto provocò un altro tour in giro per il mondo. Dopo aver finito le varie tappe, pubblicarono un live album con le registrazioni di alcune performance del tour, intitolato Swallow This Live.
Con questo album si conclude una prima era per i Poison ed iniziano ad insorgere i problemi all'interno ed all'esterno della band. Bersagliati dalla critica che li ritiene un gruppo inconsistente, insultati dai colleghi della scena rock e metal che li ritengono incapaci di suonare, l'idea di questo live era convincere tutti sulla loro validità tecnica e compositiva delle loro canzoni. Iniziano gli screzi all'interno della band tra C.C. DeVille, da diverso tempo ormai vittima di alcolismo ed eroina, con Michaels che vuole ribadire la sua leadership all'interno della band. I conflitti culminarono in una scazzottata nel backstage degli MTV Video Music Awards del 1991. Suonarono "Unskinny Bop", iniziando durante una pausa pubblicitaria ed interrompendo il pezzo al rientro in diretta. A seguito dell'accaduto, DeVille abbandonò (o fu cacciato come in molti sostengono) dalla band. La motivazione del suo allontanamento ufficiale fu per disintossicarsi e non per dissapori (tra l'altro Michaels e compagni ringraziarono DeVille nei crediti del futuro album, Native Tongue, per gli otto anni passati insieme). Il live album contiene quattro brani inediti che non aggiungono nulla di quanto già espresso dai Poison in passato ed il disco, seppur di ottima fattura, non ottiene un grande riscontro di vendite. Testimonia poi l'instabilità della band il video di "So Tell Me Why", unico singolo estratto dall'album, dove appare il solo Michaels.

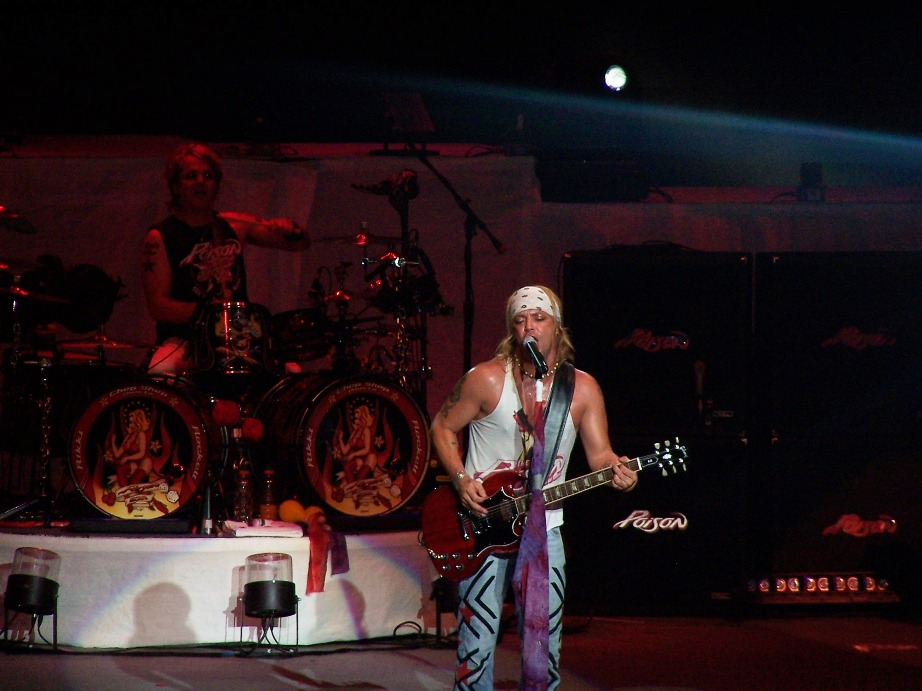
Bret Michaels e Rikki Rockett durante un concerto dei Poison al PNC Bank Arts Center di Holmdel, NJ il 6 agosto 2006

### La svolta
Al posto del dimissionario DeVille viene reclutato il chitarrista Richie Kotzen, proveniente anch'egli dalla Pennsylvania. Michaels resta molto colpito dalla tecnica di Kotzen e dai brani a cui egli stava lavorando per il suo disco solista. Sulla base di quelle canzoni fortemente influenzate dal blues, il quarto album in studio, Native Tongue, viene realizzato l'8 febbraio 1993. La band si trova ad affrontare una scena musicale stravolta; con il grunge dominante capitanato da band come Nirvana e Pearl Jam, sembra non esservi più posto per una band come la loro. Abbandonato lo stile festaiolo degli esordi, il disco segue una strada matura, le nuove canzoni parlano di temi quali la religione e la spiritualità. Grazie al singolo "Stand" ed alla effettiva buona qualità dell'album, la critica lo accoglie calorosamente, sebbene le vendite non siano ai livelli passati. La band organizzò un tour di supporto all'album, ma iniziarono le tensioni fra Kotzen e il resto della band. Il rapporto crollò quando venne sorpreso a flirtare con la fidanzata di Rikki Rockett, Deanna Eve. A determinare l'insuccesso commerciale dell'album fu il licenziamento di Kotzen e l'interruzione del tour che portò in molti a vedere Native Tongue un passo falso. Un concerto del tour registrato all'Hammersmith Odeon di Londra è stato pubblicato col titolo Seven Days Live.
Kotzen viene prontamente sostituito da Blues Saraceno, reduce da un'esperienza con i Kingdom Come. La nuova formazione si esibisce al festival "Hollywood Rock" di Rio de Janeiro e San Paolo, in Brasile, davanti 165.000 persone. Il gruppo comincia a registrare il quinto album, intitolato Crack a Smile nel 1994. La lavorazione all'album però subì una battuta d'arresto a causa di un incidente di Michaels con la sua Ferrari. Egli rimase gravemente ferito, riportando diverse fratture al naso, sterno, mandibola, dita e denti. Dopo il suo ricovero nel 1995, la band ultimò le registrazioni un anno più tardi. Nonostante l'ottima qualità delle canzoni, la Capitol Records (etichetta discografica delle band) preferì inspiegabilmente pubblicare una raccolta di loro successi. Il 26 novembre 1996, venne pubblicato Poison's Greatest Hits: 1986-1996 e guadagnò subito il platino. Nell'album figurano due canzoni inedite appartenenti alle sessioni di Crack a Smile, l'aggressiva "Sexual Thing" e la ballad "Lay Your Body Down". Poco tempo dopo DeVille rientrò nella band prendendo il posto di Saraceno.

### Reunion
Con Deville viene organizzato un reunion tour nell'estate del 1999 che avrà un notevole successo. Le aspettative, in previsione di un nuovo album, sono molto alte. Nel 2000 viene pubblicato Power to the People, un mini album di inediti completato da dodici tracce registrate live durante il tour dell'anno precedente. I cinque brani in studio si differenziano per genere, spaziando dal moderno alternative metal al rock semi acustico, il tutto però adattato allo stile festaiolo della band. DeVille (reduce dalla sua esperienza di cantante con la band Samantha 7) canta anche un brano, "I Hate Every Bone in Your Body but Mine". Con questo inaspettato successo viene pubblicato finalmente anche il disco Crack a Smile...and More! il 14 marzo 2000. Oltre al disco Crack a Smile (di cui molte copie non ufficiali circolarono nel mercato) vengono aggiunte demo e brani che dovevano, all'epoca di uscita dell'album, figurare come lato B di eventuali singoli. Oltre a questo viene anche inclusa la performance acustica che la band tenne nel 1990 per MTV Unplugged.
I vecchi rancori interni alla band riemergono presto, in previsione del nuovo album in studio, intitolato Hollyweird (2002). Il ruolo di chitarrista non bastava a DeVille, che voleva anche cantare alcune canzoni del nuovo album. Questo, unito al fatto che in più dichiarazioni DeVille aveva ammesso di essere tornato con loro solo per soldi, mina la stabilità della band che, comunque, riesce a terminare le registrazioni del disco. L'album viene accolto tiepidamente sia dalla critica che dai fans, nonostante la tournée di supporto sia stata un notevole successo. Lo stile musicale dell'album si rifà ai passati lavori della band, sebbene contaminati dal punk rock e, volutamente, poco elaborati.
Bret Michaels, forse stanco delle imposizioni di DeVille e dei numerosi impegni che il gruppo dei Poison comporta, pubblica il suo secondo disco solista, Songs of Life nel 2003. Già nel 1998 aveva tentato la carriera solista con l'album A Letter from Death Row, realizzato come colonna sonora del film omonimo da lui stesso prodotto in cui recitò assieme a Martin e Charlie Sheen. L'album mise in risalto l'aspetto acustico di Michaels a favore di un sound più sobrio (sebbene vi sia "Party Rock Band" registrata insieme a DeVille). Songs of Life viene considerato da molti come il vero nuovo album dei Poison, dove canzoni graffianti e versi ruffiani del glam metal che fu come "Menace to Society" e "Bittersweet" si accostano a momenti acustici di forte impatto emotivo (come "Raine", dedicata alla figlia e "One More Day", in memoria delle vittime dell'11 settembre). Segue a questo album una breve tournée solista di successo. Nel 2005, forte del successo di Songs of Life pubblica Freedom of Sound, album fortemente influenzato da sonorità country. Proprio in questa scena musicale Michaels si fa notare ed apprezzare per la ballad "All I Ever Needed" in duetto con Jessica Andrews.

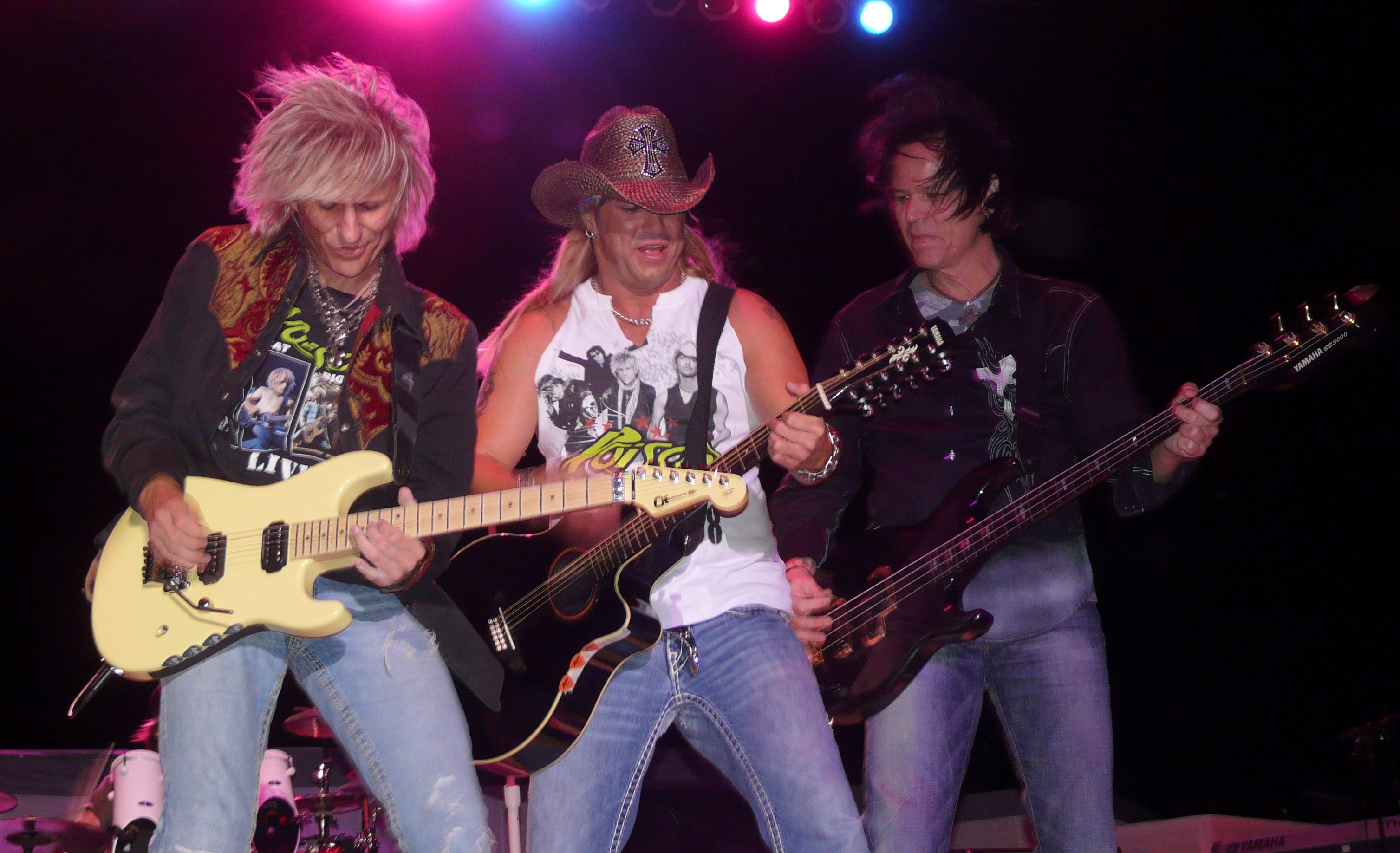
C.C. DeVille, Bret Michaels e Bobby Dall in concerto

Il 2006 è un anno di ritrovato interesse per il nome dei Poison. In occasione del ventennale anniversario della band viene pubblicata l'antologia The Best of Poison: 20 Years of Rock. Parallelamente vengono ristampati anche i primi tre studio album in versione rimasterizzata e con l'aggiunta di tracce inedite e interviste. A completare il cameo dei passati successi, la raccolta contiene una reinterpretazione di "We're an American Band" dei Grand Funk Railroad. Nello stesso anno il gruppo si imbarca in un tour con i Cinderella per celebrare contemporaneamente il 20º anniversario degli album Night Songs e Look What the Cat Dragged In. Si rivelò uno dei tour di maggior successo dell'anno negli Stati Uniti, con una media di 20.000 spettatori a concerto.
La band ritorna in studio per dare vita al successore di Hollyweird. Annunciato come nuovo album della band, questo è in realtà un album di cover, Poison'd!. Il disco rispolvera cover dai precedenti album accanto ad altre registrate per l'occasione. Nonostante l'ottimo riscontro di vendite, il risultato finale del disco è un lavoro poco ispirato, che sembra più che altri mirato a mantenere vivo l'interesse attorno al nome dei Poison. Di supporto all'album la band si imbarca in un nuovo tour mondiale di successo. La data dell'Hollywood Casino Amphitheatre di Saint Louis, in Missouri viene registrata per la pubblicazione del CD/DVD Live, Raw & Uncut.
Nel 2009 la band intraprende un tour estivo in compagnia dei Def Leppard. Il 22 aprile 2010, Bret Michaels viene ricoverato nel reparto di terapia intensiva di un ospedale americano, colpito da una grave emorragia cerebrale. Tecnicamente, Bret è stato colpito da un sanguinamento che avviene attorno alla superficie del cervello a causa della rottura di un vaso. Le sue condizioni appaiono inizialmente critiche, ma dopo pochi giorni, il cantante viene riabilitato e dimesso dall'ospedale. Il 6 luglio pubblica il suo quarto disco solista, Custom Built. L'album, anche sulla scia emotiva del recente incidente, ottiene un inaspettato successo nelle classifiche statunitensi, raggiungendo i primi posti. Esso contiene la ballad country "Nothing to Lose" in duetto con Miley Cyrus.
Nel 2011 viene pubblicata la doppia raccolta Double Dose: Ultimate Hits, che raggruppa in due CD trentacinque dei migliori successi dei Poison. Nello stesso anno partecipano ad un tour nordamericano con i Mötley Crüe e i New York Dolls, per celebrare i 30 anni dei Mötley Crüe e i 25 anni dei Poison. Nel 2013 Bret Michaels pubblica l'album Jammin' with Friends, in cui reinterpreta vecchi pezzi dei Poison e della sua carriera solista.

## Formazione

### Formazione attuale
- Bret Michaels – voce, seconda chitarra (1983-presente)
- C.C. DeVille – chitarra (1985-1991, 1996-presente)
- Bobby Dall – basso (1983-presente)
- Rikki Rockett – batteria (1983-presente)

### Ex componenti
- Matt Smith – chitarra (1983-1985)
- Richie Kotzen – chitarra (1991-1993)
- Blues Saraceno – chitarra (1993-1996)

## Discografia

### Album in studio
- 1986 – Look What the Cat Dragged In
- 1988 – Open Up and Say...Ahh!
- 1990 – Flesh & Blood
- 1993 – Native Tongue
- 2000 – Crack a Smile...and More!
- 2000 – Power to the People
- 2002 – Hollyweird
- 2007 – Poison'd!

### Album dal vivo
- 1991 – Swallow This Live
- 2006 – Seven Days Live
- 2008 – Live, Raw & Uncut

### Raccolte
- 1996 – Poison's Greatest Hits: 1986-1996
- 2003 – Best of Ballads & Blues
- 2006 – The Best of Poison: 20 Years of Rock
- 2011 – Double Dose: Ultimate Hits